# 阿纳普 (阿登省)
阿纳普（法語：Hannappes，法語發音：[anap]）是法国大東部大區阿登省的一个市镇，属于沙勒维尔-梅济耶尔区。

## 地理
阿纳普（49°49'27"N, 4°13'50"E）面积8.45 平方千米，位于法国大東部大區阿登省，该省份为法国北部内陆省份，西接埃纳省，南至马恩省，东临默兹省，北与比利时接壤。
与阿纳普接壤的市镇（或旧市镇、城区）包括：洛尼莱欧邦通、蒙圣让、布朗什福斯和拜、博叙莱吕米尼、吕米尼。

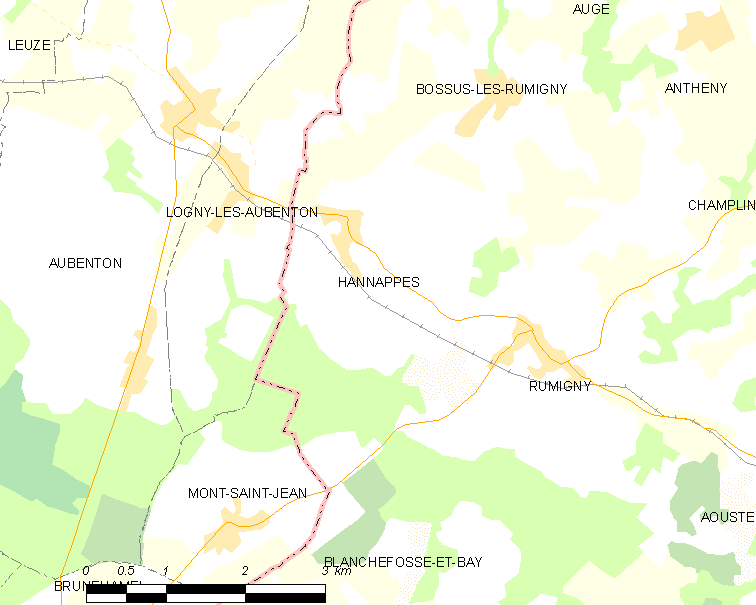
的OSM定位图

阿纳普的时区为UTC+01:00、UTC+02:00（夏令时）。

## 行政
阿纳普的邮政编码为08290，INSEE市镇编码为08208。

## 政治
阿纳普所属的省级选区为锡尼拉拜县。

## 人口

1962-2008年间人口变化图示

阿纳普于2022年1月1日时的人口数量为134人。